# 파리 메트로 8호선
파리 메트로 8호선(Ligne 8 du Métro de Paris)은 파리교통공단(RATP)이 운영하는 파리 메트로의 노선으로, 파리 서남부 발라르(Balard)역에서 동남부 발드마른주 크레테유의 크레테유 - 푸앙트 뒤 라크(Créteil - Pointe du Lac)역을 포물선의 선형으로 연결하는 전장 23.4km의 노선이다. 1930년대에 노선이 대대적으로 수정되어 서쪽 구간이 분리되어 10호선으로 편입되었다. 노선색은 연보라색이다.

## 노선 정보
- 총연장 : 23.357 km
- 역간거리 : 631 m
- 궤간 : 1435mm
- 역수 : 38
- 복선 구간 : 전 구간(우측통행)
- 전철 구간 : 전 구간(제3레일 방식, 직류750V)

## 연혁
- 1913년 7월 13일 : 보그르넬(Beaugrenelle)(현재 Charles Michels)∼오페라(Opéra) 구간 개통.
- 1913년 9월 30일 : Beaugrenelle에서 서쪽으로 포르트 도퇴이(Porte d'Auteuil)까지 연장 개통.
- 1928년 6월 30일 : 오페라(Opéra)∼리셜뢰-드루오(Richelieu-Drouot) 연장 개통.
- 1931년 5월 5일 : Richelieu-Drouot∼포르트 드 샤랑통(Porte de Charenton) 연장 개통.
- 1937년 7월 27일 : 포르트 도퇴이(Porte d'Auteuil)∼라 모트 피케 그르넬(La Motte-Picquet - Grenelle) 구간을 분리하여 10호선으로 편입. La Motte-Picquet - Grenelle에서 서쪽으로 발라르(Balard)까지 연장 개통.
- 1942년 10월 5일 : 동쪽으로 샤랑통 - 에콜(Charenton - Écoles)까지 연장 개통.
- 1970년 9월 19일 : 동쪽으로 메종-알포르 - 스타드(Maisons-Alfort - Stade)까지 연장 개통.
- 1972년 4월 27일 : 동쪽으로 메종-알포르 - 레 쥐요트(Maisons-Alfort - Les Juilliottes)까지 연장 개통.
- 1973년 9월 24일 : 동쪽으로 크레테유 - 레샤(Créteil - L'Échat)까지 연장 개통.
- 1974년 9월 10일 : 동쪽으로 크레테유 - 프레페크튀르(Créteil - Préfecture)까지 연장 개통.
- 2011년 10월 8일 : 동쪽으로 크레테유 - 푸앙트 뒤 라크(Créteil - Pointe du Lac)까지 연장 개통.

## 노선도 및 정거장

파리 메트로 8호선 노선도

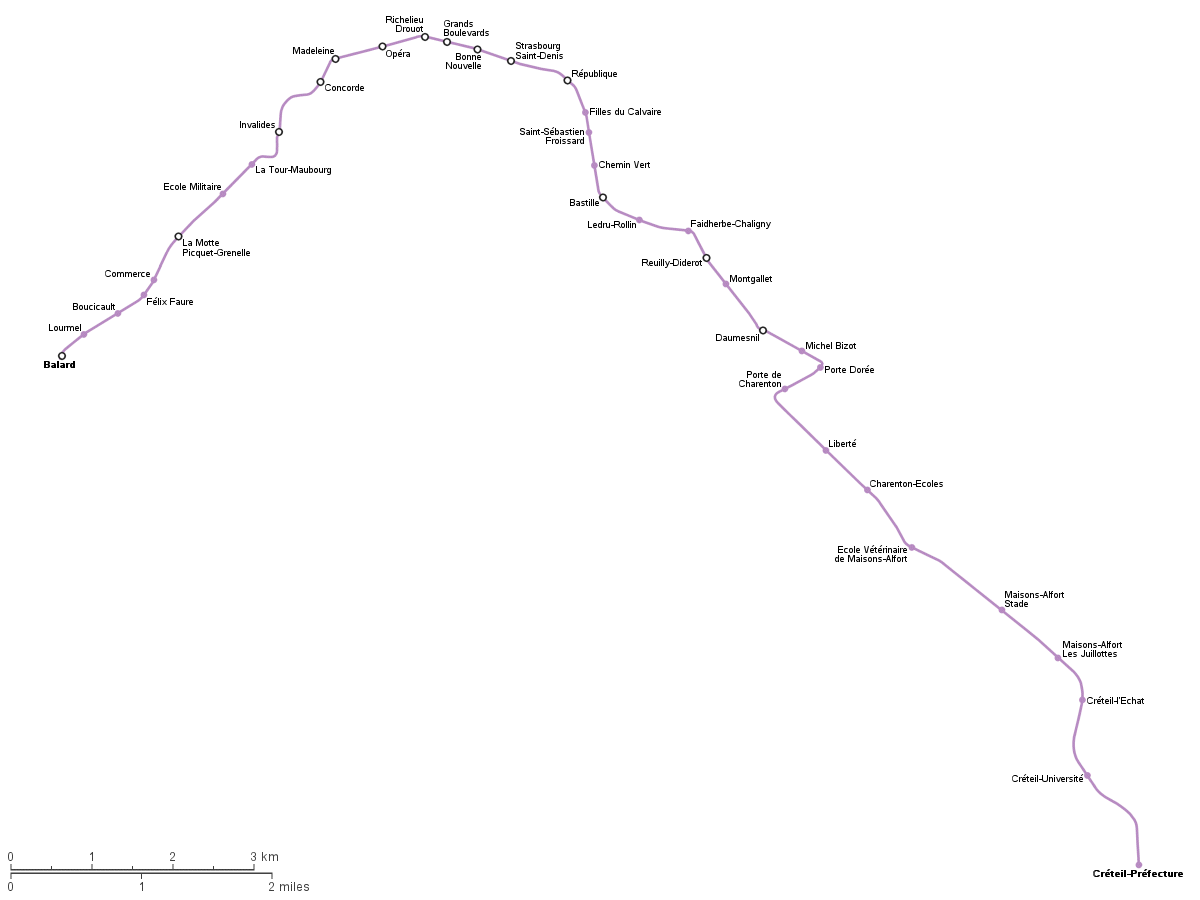
파리 메트로 8호선 노선도

## 같이 보기
- 파리 (프랑스)
- 콩코르드 광장
- 지하철 목록